# ستيفن ويد
ستيفن ويد (بالإنجليزية: Stephen Graham Wade)‏ هو مستشار سياسي وسياسي أسترالي، ولد في 28 مارس 1960 في سالي في أستراليا. حزبياً، نشط في حزب أستراليا الليبرالي (فرع جنوب أستراليا) ‏. وقد انتخب Minister for Health and Wellbeing ‏ (22 مارس 2018 – ) وفي 2010 South Australian state election ‏، انتخب عضو مجلس جنوب أستراليا التشريعي وقد انضم خلال فترته النيابية ‏ (2 مايو 2006 – ) للكتلة البرلمانية حزب أستراليا الليبرالي (فرع جنوب أستراليا) ‏.